# Ruyi Du Ab (huyện)
Ruyi Du Ab là một huyện thuộc tỉnh Samangan, Afghanistan. Dân số thời điểm năm 1999 là 35,069 người.